# Art topiaire

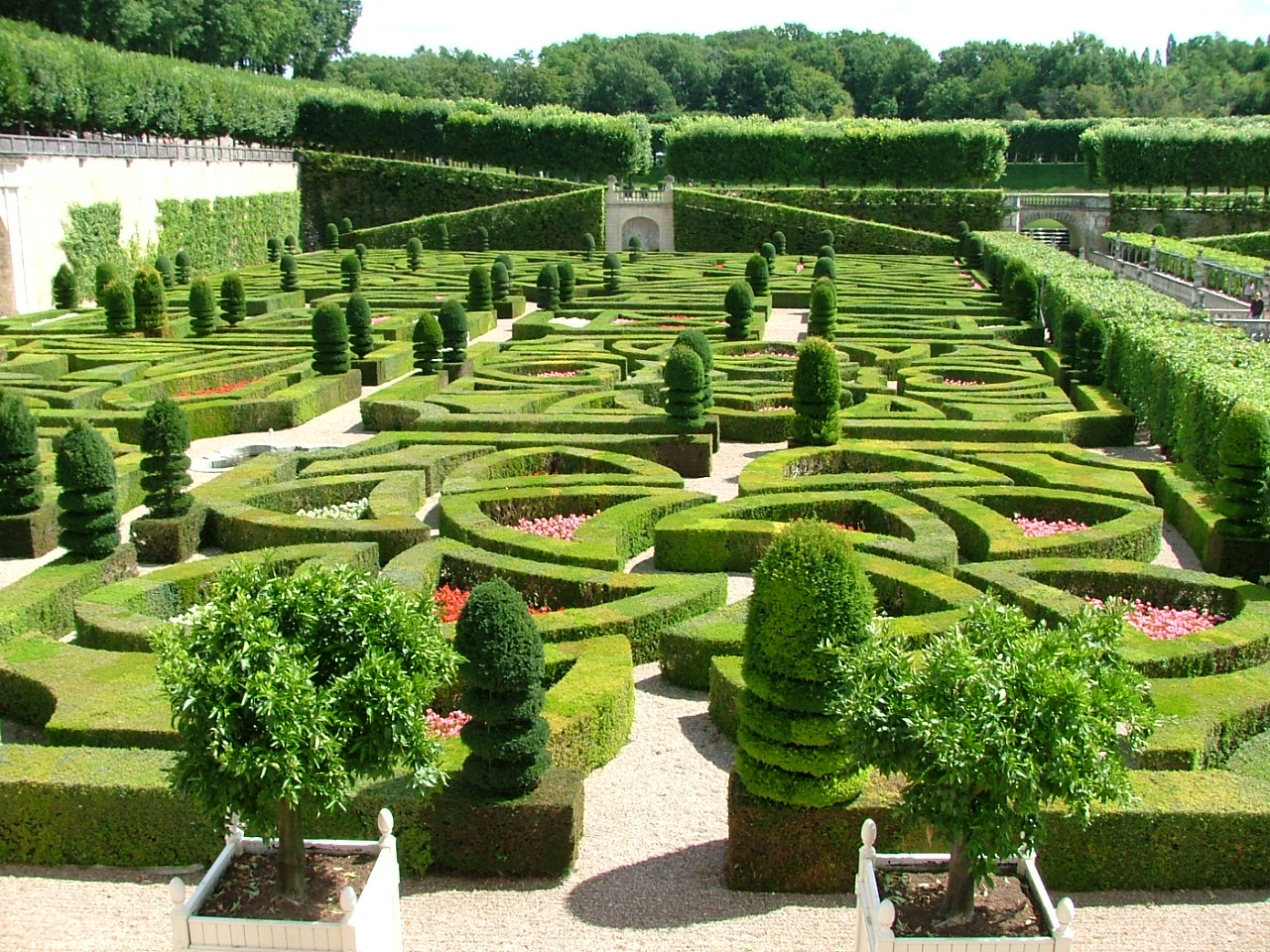
Ifs (formes topiaires de plateaux, vasques et cloche sommitale constituant des étages superposés) et broderies végétales de buis décorent les parterres dans le jardin d'agrément du château de Villandry.

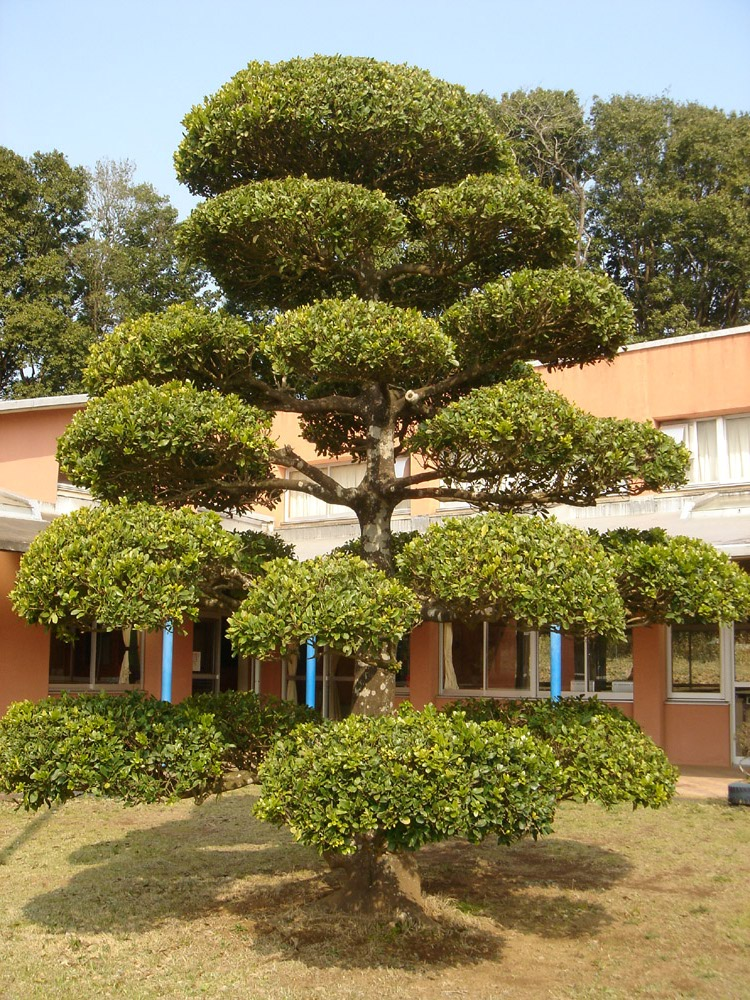
Arbre nuage qui vient de la taille japonaise des arbres appelée niwaki.

«  Topiaire » redirige ici. Ne pas confondre avec Taupière.
L'art topiaire (du latin ars topiaria, « art du paysage ») consiste à tailler les arbres et arbustes de jardin dans un but décoratif pour former des haies, des massifs ou des sujets de formes très variées, géométriques, personnages, animaux, etc. Cet art s'apparente à la sculpture sur des végétaux vivants et s'aide parfois de formes métalliques destinées à guider la croissance des plantes et les cisailles du jardinier qui peut s'aider de cordeaux, de fils à plomb et de gabarits.
Le jardin topiaire est un type de jardin dont le décor végétal est composé de nombreuses plantes, de préférence ligneuses sempervirentes, à petites feuilles et à port compact, qui se prêtent à cet usage, typiquement l'if et surtout le buis, mais aussi le laurier, le cyprès, le lierre, le houx, le genévrier, le chèvrefeuille,... Ces plantes sont taillées selon des formes géométriques (pyramide, cône, cylindre, parallélépipède, spirale, etc.), monumentales (portiques, colonnes, etc.) ou fantaisistes (animaux réels ou fabuleux, personnages, etc.).
Un ou une topiaire désigne une ou plusieurs plantes taillées ou sculptées de manière décorative. La haie taillée de façade, de bordure de route, de clôture de propriété, de délimitation d'allées et contre-allées dans un jardin est ainsi une topiaire.

## Historique

### Art topiaire européen

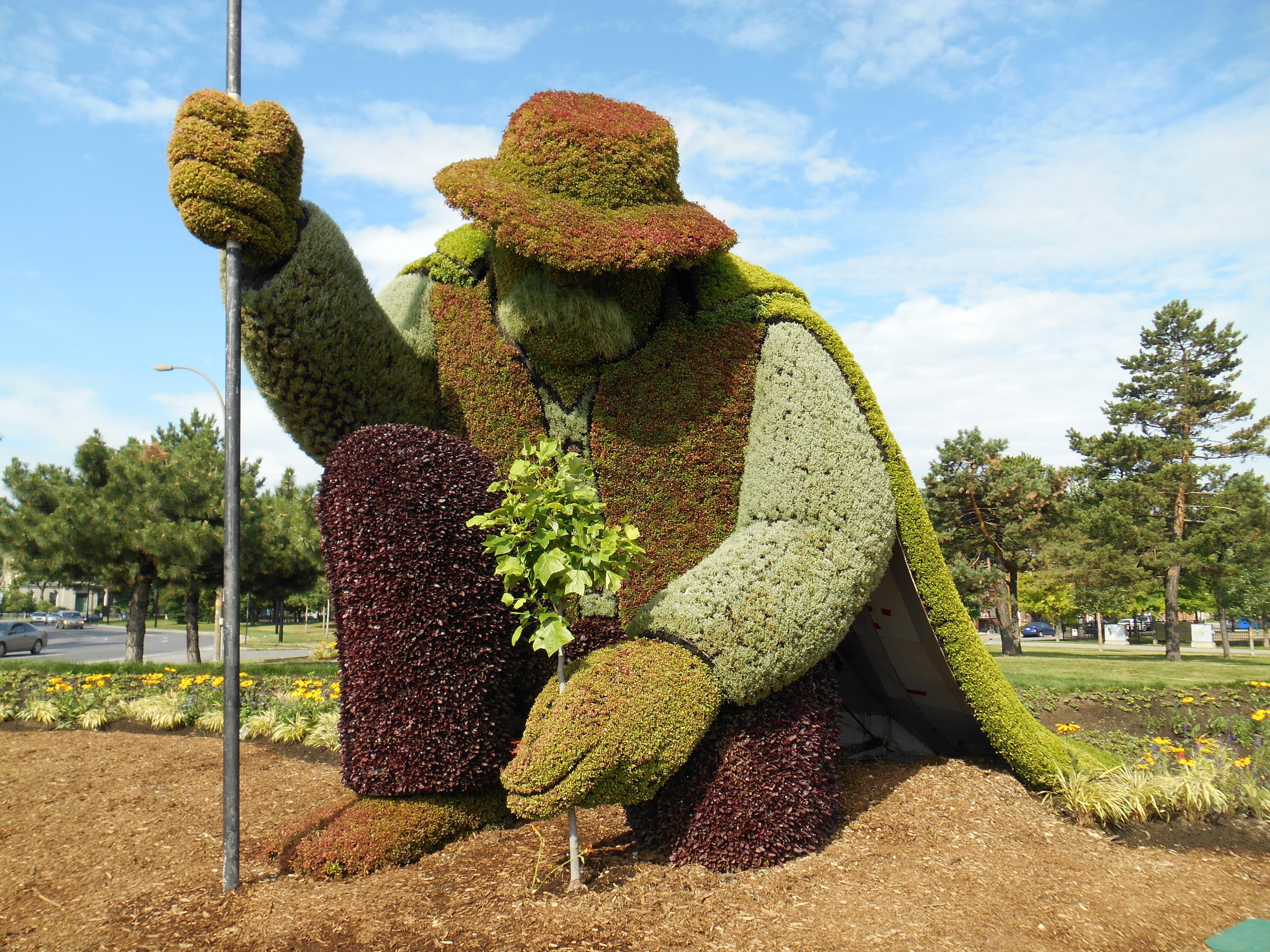
La mosaïculture combinée à l'art topiaire, inspirée des dessins du film L'Homme qui plantait des arbres.

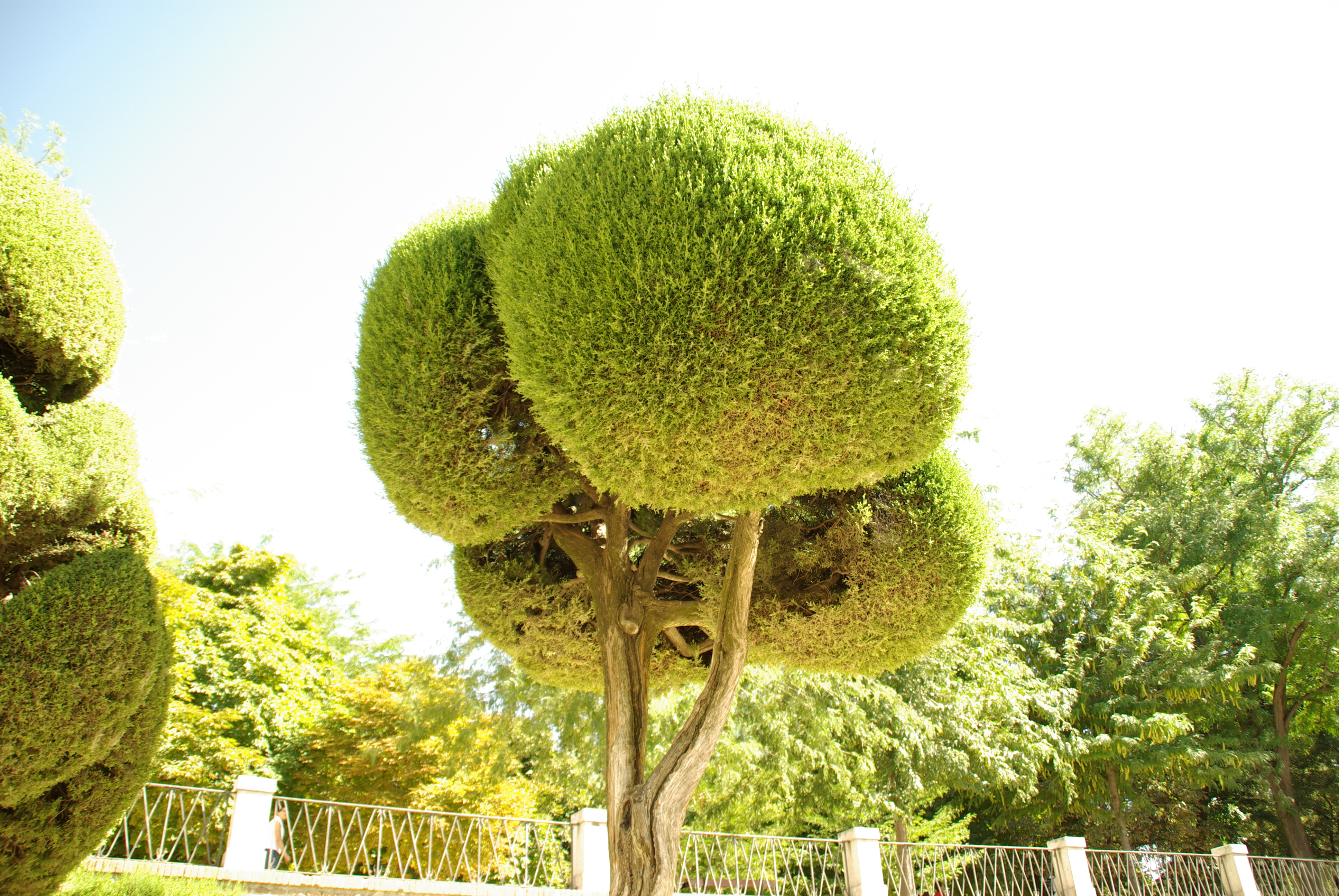
Topiaire en pompons.

L'art topiaire européen apparaît à l'époque de la Rome antique. Virgile le décrit dans ses  Géorgiques et Pline le Jeune en fait mention dans l’une de ses lettres.
Au Moyen Âge, les topiaires disparaissent, le jardin prenant d’autres formes. Seuls les buis ou quelques arbres taillés délimitent les jardins clos des monastères. Puis la Renaissance italienne renoue avec cet art. Esquissé à Mantoue vers 1485, il est assumé de façon décisive par la papauté. Le tournant est pris en 1503, quand Bramante dessine les trois grands terrassements des jardins du Belvédère au Vatican. L'architecte italien recourt non seulement aux sculptures végétales et aux parterres géométriques mais imagine un jardin (opus topiarium) qui incarne un site que décrivent la poésie et les peintures de paysages. Le plan de ce jardin est adapté par les aristocrates pour leurs villas de Rome et des alentours.
Philibert Delorme théorise et met en pratique le style italien en France au milieu du XVIe siècle. Jacques Boyceau, créateur du jardin du Luxembourg en 1615 puis ses héritiers Claude Mollet et André Le Nôtre développent les parterres à compartiments, les parterres de broderie (tracés de motifs sur le plan horizontal), portiques, colonnades, berceaux, et des labyrinthes topiaires dans les jardins à la française où cet art connaît son âge d'or au XVIIe siècle.
Au XVIIIe siècle, les jardins paysagers à l'anglaise font oublier quelque peu les jardins à la française et l'art topiaire. Les jardins royaux conservent cependant une architecture végétale mixte (régulier près de l'habitation, à l'anglaise plus loin). Les plantations mises en forme par l'art topiaire perdurent aujourd'hui dans ces jardins royaux et font partie des éléments combinables de l'art de tous les jardins.

### Art topiaire asiatique
Cette tradition a été introduite en Thaïlande, à la cour d'Ayutthaya, par le roi Ekatho- tsarot au début du XVIIe siècle.

## Formes de topiaires

### Colimaçon

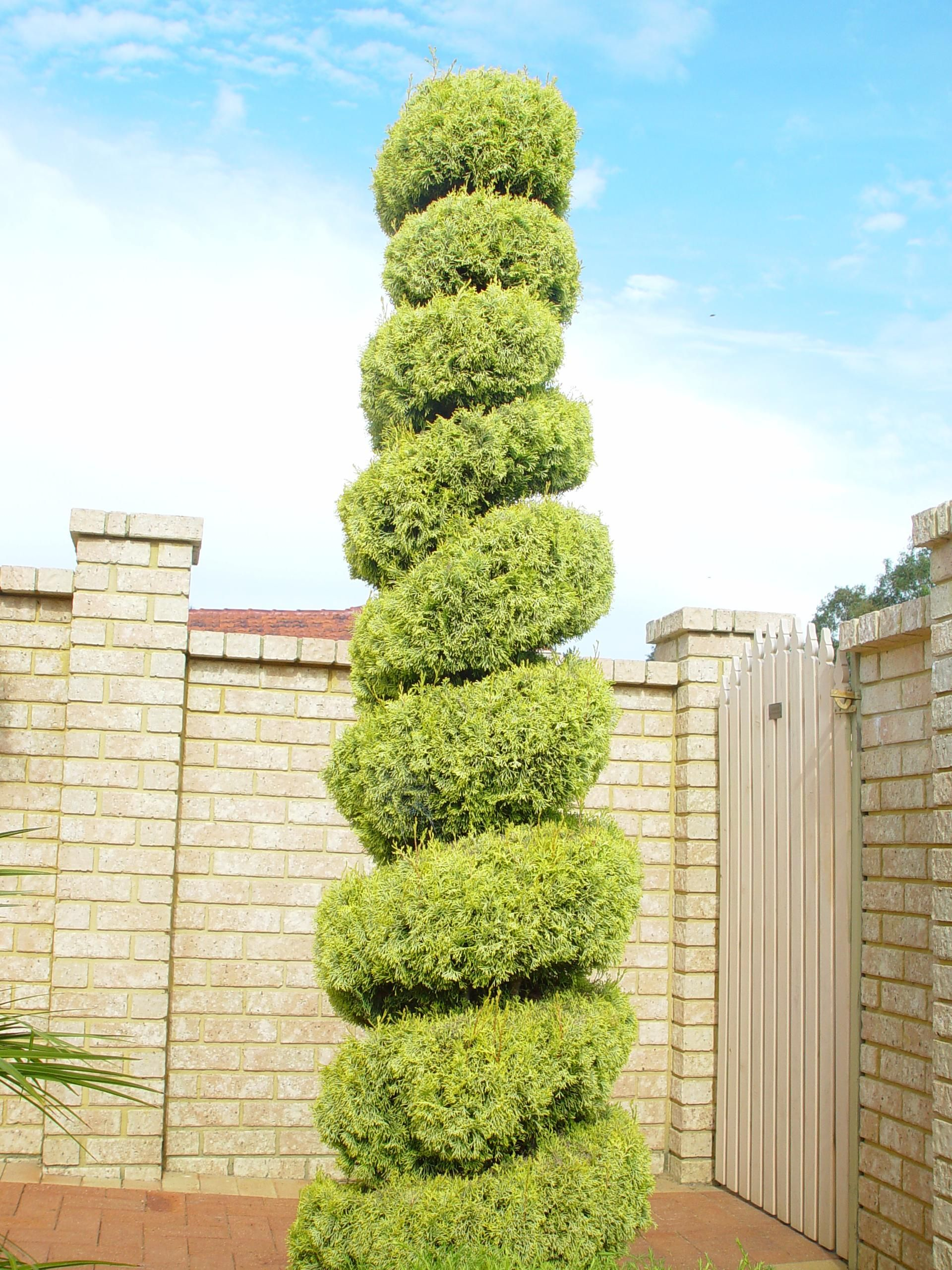
Un arbre taillé en colimaçon.

Le colimaçon est une manière de tailler, sculpter un arbuste ou de palisser un groupe d'arbustes en spirale.

### Autres formes

Exemples de formes de topiaires
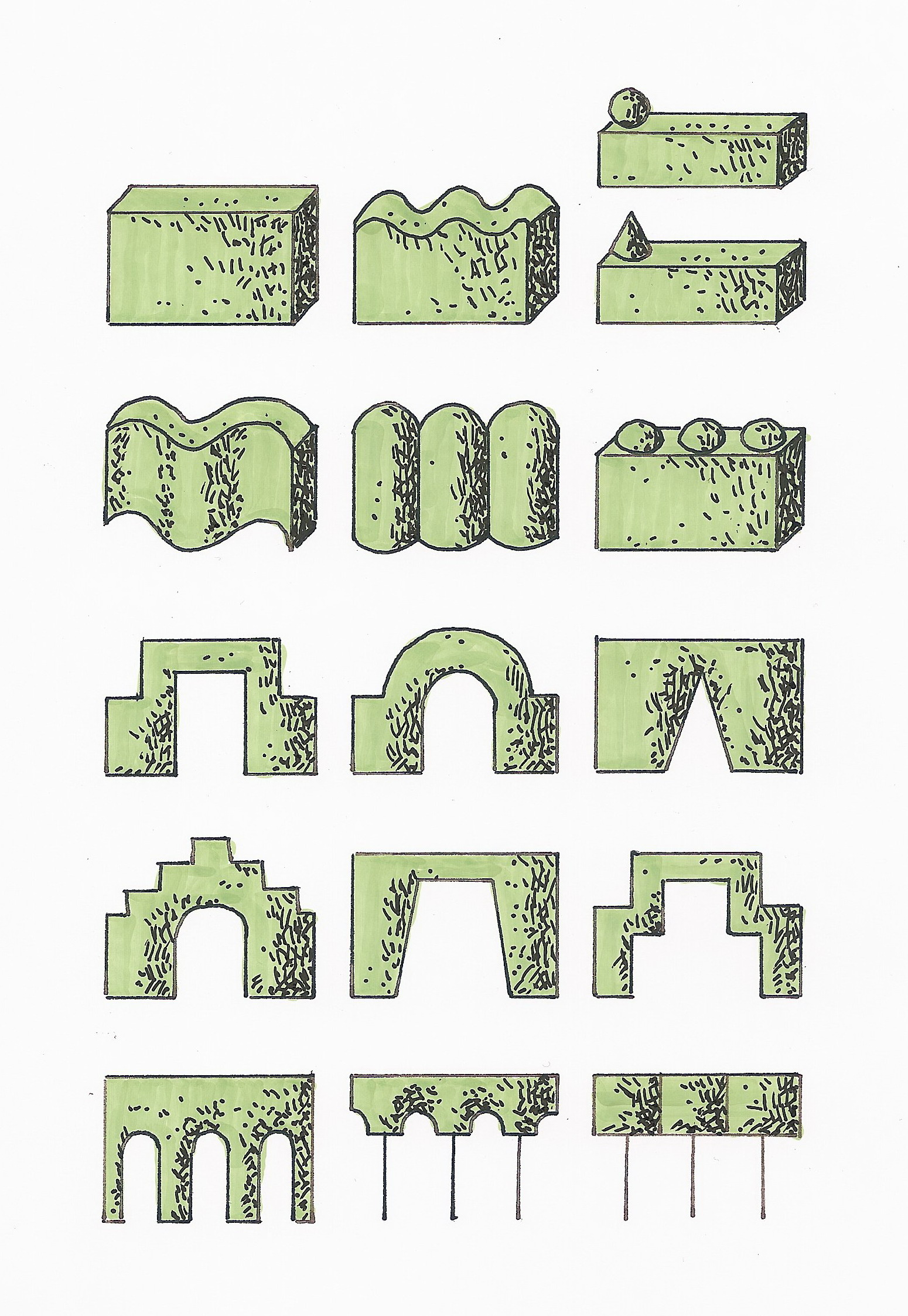
Parallélépipède, arches, portiques.
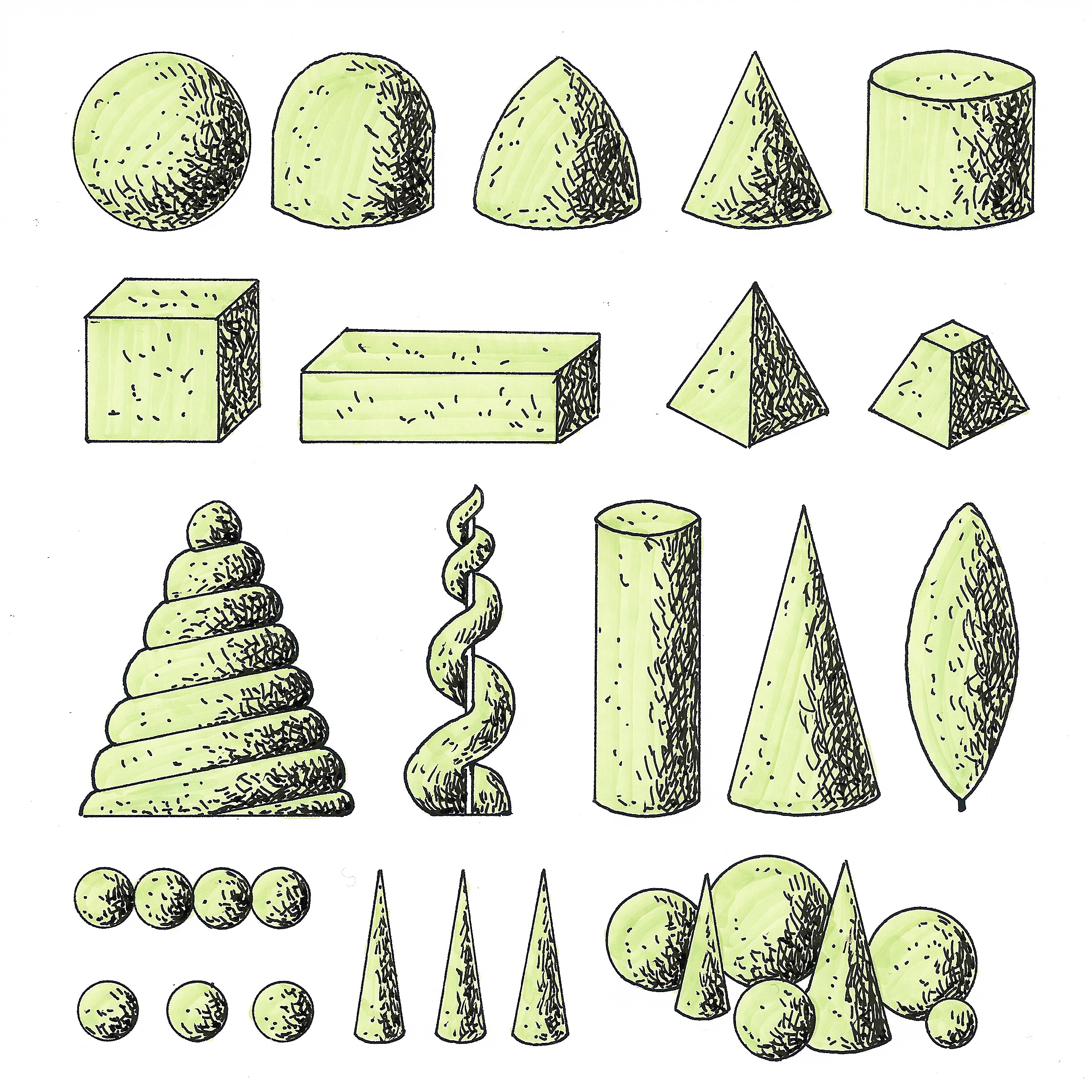
Boules, cloches, dômes, cônes, cylindres et pyramides tronqués, pyramidions, cubes, spirales.
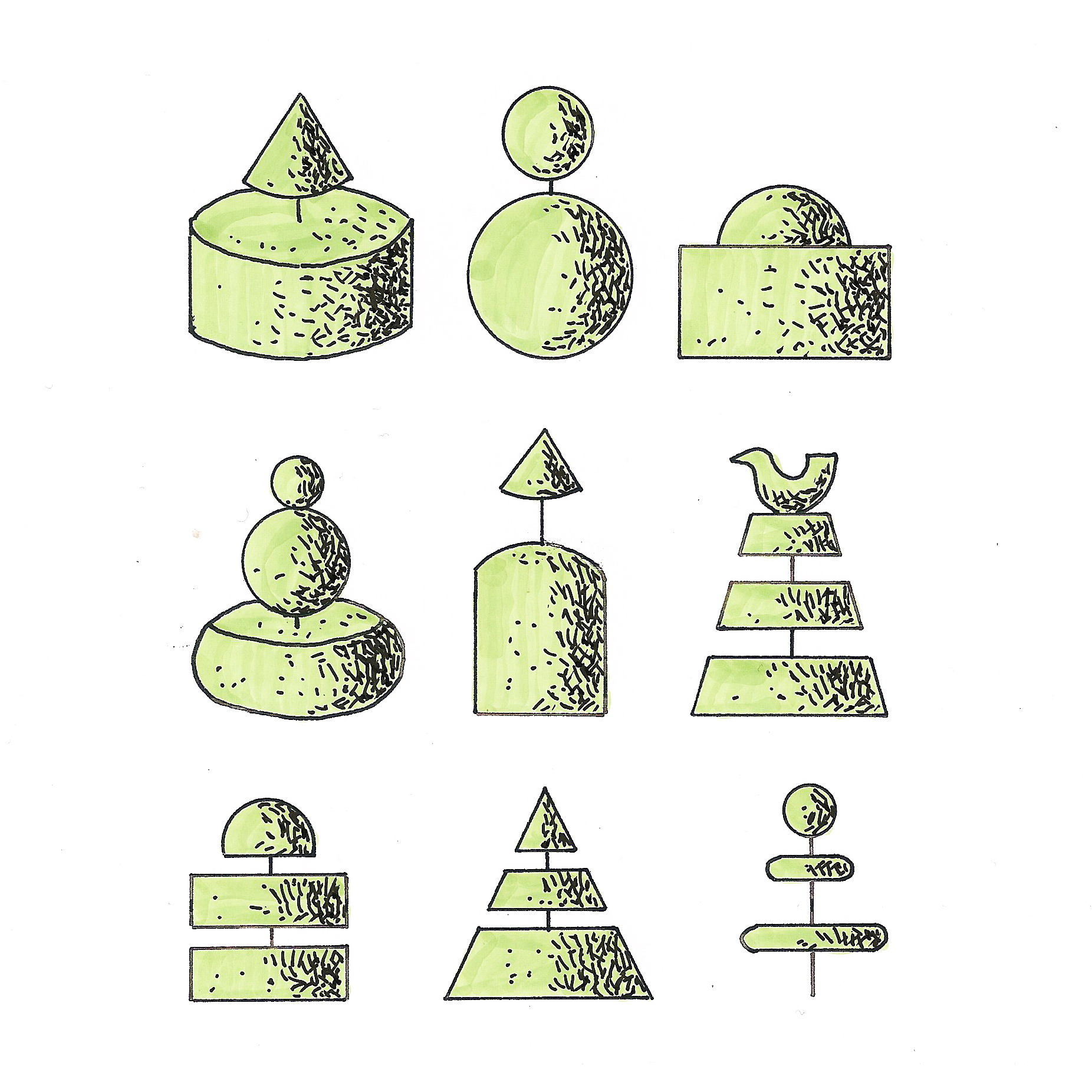
Étages superposés (plateaux de plan circulaire ou rectangulaire, boules, obélisques fractionnés) à l'origine d'ornements topiaires stylés dans les arts décoratifs.

## Exemples de jardins de topiaire

### Belgique
- Le parc des Topiaires (Durbuy)
- Le jardin Goblet d'Alviella à Court-Saint-Étienne

### France
- Les jardins de Versailles (Yvelines)
- Les jardins du Manoir d'Eyrignac à Salignac-Eyvigues (Dordogne)
- Jardins suspendus de Marqueyssac  (Dordogne)
- Jardins du château de Villandry (Indre-et-Loire)
- Jardins de Séricourt (Pas-de-Calais)
- Espaces verts et jardins du Touquet-Paris-Plage (Pas-de-Calais). C'est au Touquet-Paris-Plage que se trouve le siège de l'« Association française pour l’art topiaire et le buis – EBTS France »[10]
- Jardins du château d'Ambleville (Val-d'Oise)
- Jardins de Boutemont (Ouilly-le-Vicomte, Calvados)
- Jardins du château du Grand Jardin à Joinville (Haute-Marne)
- Jardins des Métamorphozes à Valaire (Loir-et-Cher)
- Jardin du château de Pizay (Saint-Jean-d'Ardières, Rhône-Alpes)
- Jardin du château de la Ballue (Ille-et-Vilaine)
- Le Jardin des Ifs, à Gerberoy (Oise, Picardie, Hauts-de-France)
- Jardins de Maizicourt (Somme)
- Les Jardins de La Croze (Billom, Puy-De-Dôme)

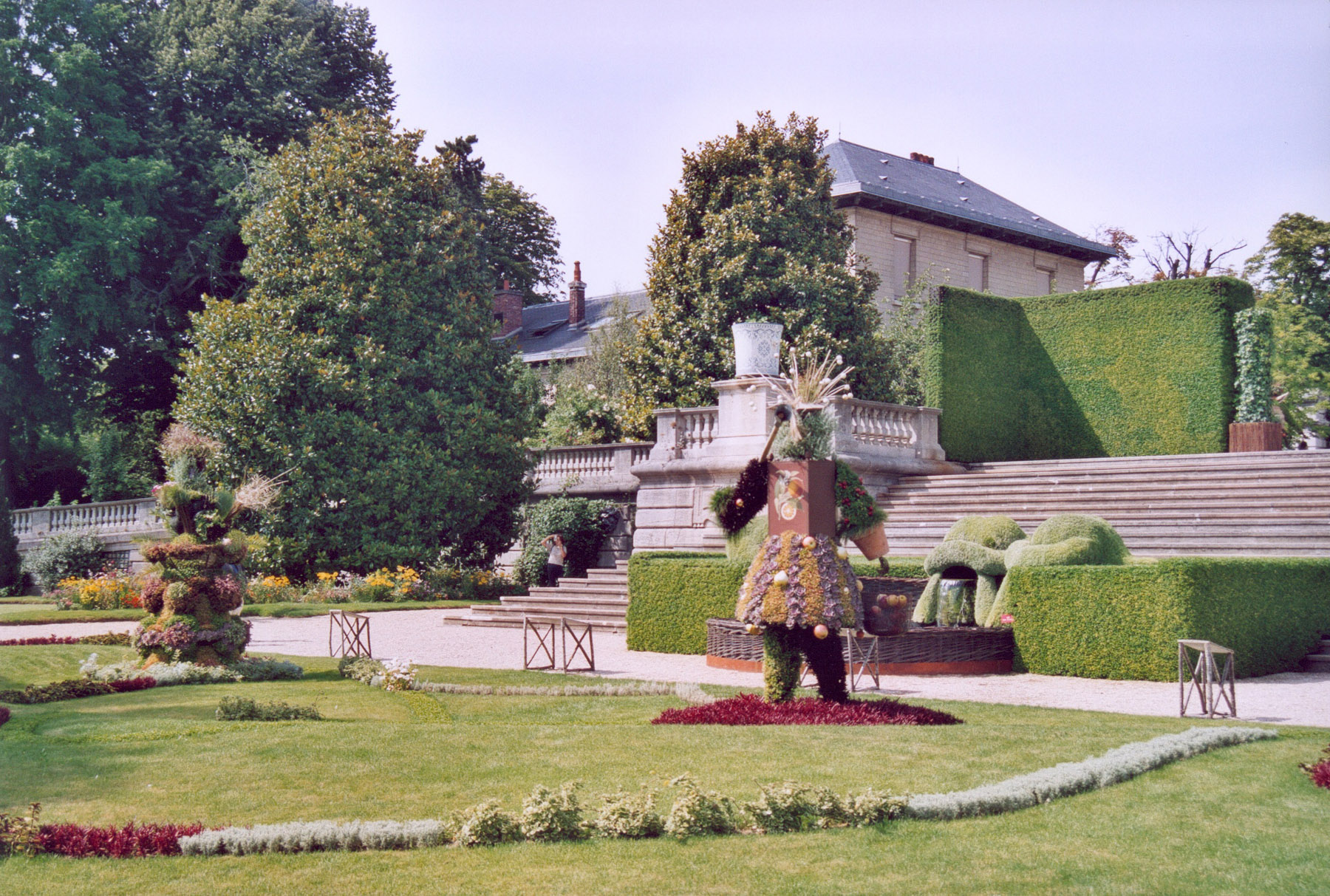
En 2005, le thème du jardin des serres d'Auteuil est l'art topiaire.
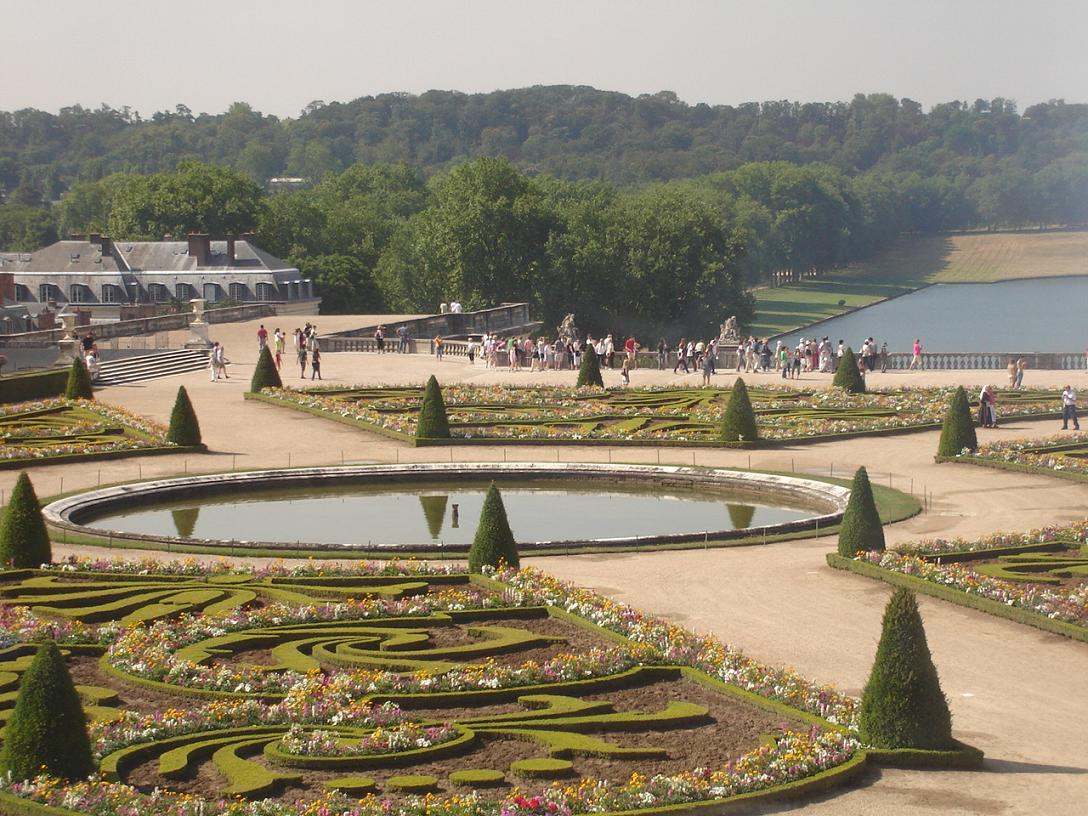
Le jardin de Versailles comprend 700 topiaires avec 64 gabarits différents[11].

### Grande-Bretagne
- Le manoir de Levens Hall (en) (proche de la ville de Levens) et son jardin de topiaires. C'est le manoir de Levens Hall l'organisateur des « World Topiary Days » 2025 (journées mondiales de la topiaire)[10]